# شهریارک سلیمان
شهریارک سلیمان (نام علمی: Symposiachrus barbatus) نام یک گونه از سرده شهریارک‌های رنگ‌پریده است.